# Vestíbulo (oído)
En anatomía, el vestíbulo del oído es una región del oído interno que se encarga de la percepción del movimiento corporal y tiene una función muy importante en el mantenimiento del equilibrio. Se localiza entre la cóclea y los conductos semicirculares.

## Divisiones
Se divide en dos cavidades comunicadas entre sí que se llaman utrículo y sáculo. Las dos están llenas de un líquido denominado endolinfa.

## Función
Tanto el utrículo como el sáculo disponen de una región que se llama mácula. Las máculas del vestíbulo contienen células ciliadas sensibles al movimiento de la cabeza y están situadas bajo una membrana que recibe el nombre de membrana otolítica por contener numerosos otolitos.

## Acueducto del vestíbulo
Es un pequeño canal óseo que sirve de comunicación entre el vestíbulo y el interior del cráneo, lo atraviesa el conducto endolinfático y la vena del acueducto vestibular.

## Conducto utriculosacular
También llamado ductus utriculosaccularis. Es un pequeño conducto que sirve de unión entre el utrículo y el sáculo. De él parte el conducto endolinfático.

## Reflejo vestíbulo ocular
Tiene como objetivo estabilizar la mirada en un punto determinado mientras la cabeza está en movimiento. Genera movimientos oculares compensadores del desplazamiento de la cabeza para mantener la mirada en el mismo punto.